# Sergey Shubenkov
Sergey Shubenkov (Barnaul, 4 de outubro de 1990) é um atleta russo, especialista nos 110 metros com barreiras. Ele foi campeão mundial desta prova no Campeonato Mundial de Atletismo de 2015 em Pequim e tem mais três medalhas em campeonatos mundiais, competindo pela Rússia e como "Atleta Neutro", a primeira delas de bronze em Moscou 2013. Apesar de seu grande número de medalhas em campeonatos mundiais e europeus, Shubenkov não teve grande sucesso em Jogos Olímpicos. No último deles, Tóquio 2020, rompeu o tendão de Aquiles durante o aquecimento e nem pode participar da prova.
Sua melhor marca – 12.92 – é o recorde nacional russo. Ele é filho de Natalya Shubenkova, ex-heptatleta soviética, medalhada em diversas competições internacionais nos anos 1980. Tanto a mãe quanto o filho foram impedidos de disputar uma Olimpíada no auge da forma. Sergey pela suspensão do atletismo russo  na Rio 2016 devido ao escândalo de doping entre os atletas do país e Natalya pelo boicote soviético aos Jogos de Los Angeles 1984. Ele integra as Forças Armadas da Federação Russa.